# Boyeria
Boyeria é um género de libelinha da família Aeshnidae.
Este género contém as seguintes espécies:
- Boyeria cretensis Peters, 1991
- Boyeria grafiana Williamson, 1907
- Boyeria irene (Fonscolombe, 1838)
- Boyeria karubei Yokoi, 2002
- Boyeria maclachlani Selys, 1883
- Boyeria sinensis Asahina, 1978
- Boyeria vinosa (Say, 1840)